# مصعب خضر
مصعب خضر (انگلیسی: Musab Kheder؛ زادهٔ ۲۶ سپتامبر ۱۹۹۳) بازیکن فوتبال اهل قطر است.
از باشگاه‌هایی که در آن بازی کرده‌است می‌توان به باشگاه ورزشی الریان، باشگاه ورزشی السد، و باشگاه ورزشی العربی قطر اشاره کرد.
وی همچنین در تیم‌های ملی فوتبال زیر ۲۳ سال قطر و قطر بازی کرده‌است.